# Allorhogas gallicola
Allorhogas gallicola är en stekelart som beskrevs av Charles Joseph Gahan 1912. Allorhogas gallicola ingår i släktet Allorhogas och familjen bracksteklar. Inga underarter finns listade i Catalogue of Life.